# Campeonato Mundial de Atletismo de 2013 - 100 m com barreiras
A prova dos 100 metros com barreiras feminino do Campeonato Mundial de Atletismo de 2013 foi disputada entre os dias 12 e 15 de agosto no Estádio Lujniki, em Moscou. 

## Recordes
Antes desta competição, os recordes mundiais e do campeonato nesta prova eram os seguintes.
| Tipo                  | Atleta           | Tempo | Local        | Data                  | Ref |
| --------------------- | ---------------- | ----- | ------------ | --------------------- | --- |
|                       | Yordanka Donkova | 12:21 | Stara Zagora | 20 de agosto de 1988  | ver |
| Recorde do campeonato | Sally Pearson    | 12:28 | Daegu        | 3 de setembro de 2011 | ver |

## Medalhistas
| Ouro                  | Prata               | Bronze               |
| Brianna Rollins (USA) | Sally Pearson (AUS) | Tiffany Porter (GBR) |

## Cronograma
| Data         | Hora  | Evento    |
| ------------ | ----- | --------- |
| 16 de agosto | 09:45 | Baterias  |
| 17 de agosto | 18:20 | Semifinal |
| 17 de agosto | 19:50 | Final     |

Todos os horários são horas locais (UTC +4)

## Resultados

### Baterias
Qualificação: Os 4 de cada bateria (Q) e os 4 mais rápidos (q) avançam para a semifinal. 
Vento: Bateria 1: −0.5 m/s, Bateria 2: −0.5 m/s, Bateria 3: −0.5 m/s, Bateria 4: −0.4 m/s, Bateria 5: −0.8 m/s. 
| Classificação | Bateria | faixa | Nome                      | Nacionalidade        | Tempo | Nota       |
| ------------- | ------- | ----- | ------------------------- | -------------------- | ----- | ---------- |
| 1             | 5       | 5     | Brianna Rollins           | Estados Unidos       | 12.55 | Q          |
| 2             | 2       | 7     | Sally Pearson             | Austrália            | 12.62 | Q, SB      |
| 3             | 2       | 6     | Cindy Billaud             | França               | 12.71 | Q          |
| 4             | 4       | 2     | Tiffany Porter            | Grã-Bretanha         | 12.72 | Q          |
| 5             | 4       | 4     | Dawn Harper               | Estados Unidos       | 12.84 | Q          |
| 6             | 1       | 6     | Angela Whyte              | Canadá               | 12.93 | Q          |
| 7             | 2       | 3     | Anne Zagré                | Bélgica              | 12.94 | Q          |
| 8             | 3       | 4     | Queen Harrison            | Estados Unidos       | 12.95 | Q          |
| 9             | 3       | 8     | Alina Talay               | Bielorrússia         | 12.99 | Q          |
| 10            | 4       | 8     | Reïna-Flor Okori          | França               | 13.01 | Q          |
| 11            | 2       | 5     | Tatyana Dektyareva        | Rússia               | 13.04 | Q          |
| 12            | 5       | 4     | Lavonne Idlette           | República Dominicana | 13.06 | Q          |
| 13            | 1       | 7     | Marzia Caravelli          | Itália               | 13.07 | Q          |
| 14            | 5       | 7     | Shermaine Williams        | Jamaica              | 13.09 | Q          |
| 15            | 3       | 3     | Danielle Williams         | Jamaica              | 13.11 | Q          |
| 16            | 3       | 6     | Jessica Zelinka           | Canadá               | 13.15 | Q          |
| 17            | 1       | 3     | Nadine Hildebrand         | Alemanha             | 13.16 | Q          |
| 18            | 4       | 9     | Lina Flórez               | Colômbia             | 13.16 | q          |
| 19            | 1       | 5     | Nia Ali                   | Estados Unidos       | 13.19 | Q          |
| 20            | 2       | 8     | Brigitte Merlano          | Colômbia             | 13.20 | q          |
| 21            | 2       | 9     | Andrea Bliss              | Jamaica              | 13.20 | q          |
| 22            | 2       | 2     | Nooralotta Neziri         | Finlândia            | 13.23 | q          |
| 23            | 1       | 2     | Lucie Škrobáková          | Chéquia              | 13.24 |            |
| 24            | 3       | 2     | Marina Tomić              | Eslovênia            | 13.26 |            |
| 25            | 1       | 4     | Wu Shujiao                | China                | 13.29 |            |
| 26            | 3       | 7     | Anna Plotitsyna           | Ucrânia              | 13.30 |            |
| 27            | 5       | 2     | Aleesha Barber            | Trinidad e Tobago    | 13.33 | Q          |
| 28            | 5       | 3     | Veronica Borsi            | Itália               | 13.35 |            |
| 29            | 5       | 8     | Isabelle Pedersen         | Noruega              | 13.43 |            |
| 30            | 4       | 6     | Kierre Beckles            | Barbados             | 13.47 |            |
| 31            | 3       | 5     | Noemi Zbären              | Suíça                | 13.59 |            |
| 32            | 2       | 4     | Gnima Faye                | Senegal              | 13.66 |            |
| 33            | 1       | 8     | Hitomi Shimura            | Japão                | 13.72 |            |
| 34            | 4       | 5     | Anastassiya Soprunova     | Cazaquistão          | 13.85 |            |
| 35            | 4       | 3     | Salma Emam Abou El-Hassan | Egito                | 14.38 | SB         |
| 36 !          | 5       | 6     | Sara Aerts                | Bélgica              | DNS   |            |
| —             | 4       | 7     | Yuliya Kondakova          | Rússia               | 12.76 | DSQ Doping |

### Semifinal
Qualificação: Os 2 de cada bateria (Q) e os 2 mais rápidos (q) avançam para a final.
Vento: Bateria 1: −0.6 m/s, Bateria 2: +0.2 m/s, Bateria 3: 0.0 m/s
| Classificação | Bateria | Faixa | Nome               | Nacionalidade        | Tempo | Nota       |
| ------------- | ------- | ----- | ------------------ | -------------------- | ----- | ---------- |
| 1             | 3       | 5     | Sally Pearson      | Austrália            | 12.50 | Q          |
| 2             | 2       | 4     | Brianna Rollins    | Estados Unidos       | 12.54 | Q          |
| 3             | 3       | 4     | Dawn Harper        | Estados Unidos       | 12.61 | Q          |
| 4             | 1       | 4     | Tiffany Porter     | Grã-Bretanha         | 12.63 | Q          |
| 5             | 3       | 6     | Queen Harrison     | Estados Unidos       | 12.71 | q          |
| 6             | 1       | 6     | Angela Whyte       | Canadá               | 12.76 | Q          |
| 7             | 2       | 7     | Cindy Billaud      | França               | 12.78 | q          |
| 8             | 3       | 7     | Alina Talay        | Bielorrússia         | 12.82 |            |
| 9             | 1       | 2     | Nia Ali            | Estados Unidos       | 12.83 |            |
| 10            | 1       | 7     | Lavonne Idlette    | República Dominicana | 12.91 |            |
| 11            | 3       | 8     | Tatyana Dektyareva | Rússia               | 12.91 | SB         |
| 12            | 1       | 3     | Andrea Bliss       | Jamaica              | 12.92 |            |
| 13            | 2       | 8     | Shermaine Williams | Jamaica              | 12.93 | SB         |
| 14            | 2       | 2     | Lina Flórez        | Colômbia             | 13.01 |            |
| 15            | 1       | 8     | Nadine Hildebrand  | Alemanha             | 13.04 |            |
| 16            | 2       | 3     | Nooralotta Neziri  | Finlândia            | 13.04 | NR         |
| 17            | 1       | 5     | Marzia Caravelli   | Itália               | 13.06 |            |
| 18            | 2       | 9     | Jessica Zelinka    | Canadá               | 13.12 |            |
| 19            | 3       | 9     | Danielle Williams  | Zâmbia               | 13.13 |            |
| 20            | 1       | 9     | Reïna-Flor Okori   | França               | 13.15 |            |
| 21            | 3       | 2     | Brigitte Merlano   | Colômbia             | 13.22 |            |
| 22            | 3       | 3     | Aleesha Barber     | Trinidad e Tobago    | 13.52 |            |
| 23 !          | 2       | 6     | Anne Zagré         | Bélgica              | DQ    |            |
| —             | 2       | 5     | Yuliya Kondakova   | Rússia               | 12.73 | DSQ Doping |

### Final
A final foi iniciada às 19:50. 
Vento: −0.6 m/s.
| Classificação     | Faixa | Nome             | Nacionalidade  | Tempo | Nota       |
| ----------------- | ----- | ---------------- | -------------- | ----- | ---------- |
| Medalha de ouro   | 7     | Brianna Rollins  | Estados Unidos | 12.44 |            |
| Medalha de prata  | 6     | Sally Pearson    | Austrália      | 12.50 | SB         |
| Medalha de bronze | 4     | Tiffany Porter   | Grã-Bretanha   | 12.55 | PB         |
| 4                 | 5     | Dawn Harper      | Estados Unidos | 12.59 |            |
| 5                 | 2     | Queen Harrison   | Estados Unidos | 12.73 |            |
| 6                 | 9     | Angela Whyte     | Canadá         | 12.78 |            |
| 7                 | 3     | Cindy Billaud    | França         | 12.84 |            |
| —                 | 8     | Yuliya Kondakova | Rússia         | 12.86 | DSQ Doping |

Legenda
| Recorde mundial       | Recorde mundial (World record)               |                       | Recorde africano                      | Recorde africano (African) |                                           | Q | Classificado por posição (Qualified) |
| Recorde do campeonato | Recorde do campeonato (Championship record)  | Recorde da América    | Recorde da América (Americas)         | q                          | Classificado por melhor tempo (Qualified) |   |                                      |
| Melhor marca do ano   | Melhor marca do ano (World leading)          | Recorde asiático      | Recorde asiático (Asian)              | DNS                        | Não largou (Did not start)                |   |                                      |
| Recorde nacional      | Recorde nacional (National record)           | Recorde europeu       | Recorde europeu (European)            | DNF                        | Não terminou (Did not finish)             |   |                                      |
| Recorde pessoal       | Recorde pessoal do atleta (Personal best)    | Recorde da Oceania    | Recorde da Oceania (Oceania)          | DSQ / DQ                   | Desclassificado (Disqualified)            |   |                                      |
| Recorde da temporada  | Recorde da temporada do atleta (Season best) | Recorde sul-americano | Recorde sul-americano (South America) | NM                         | Sem marca (No mark)                       |   |                                      |